# Langensalza-Denkmal (Bad Langensalza)

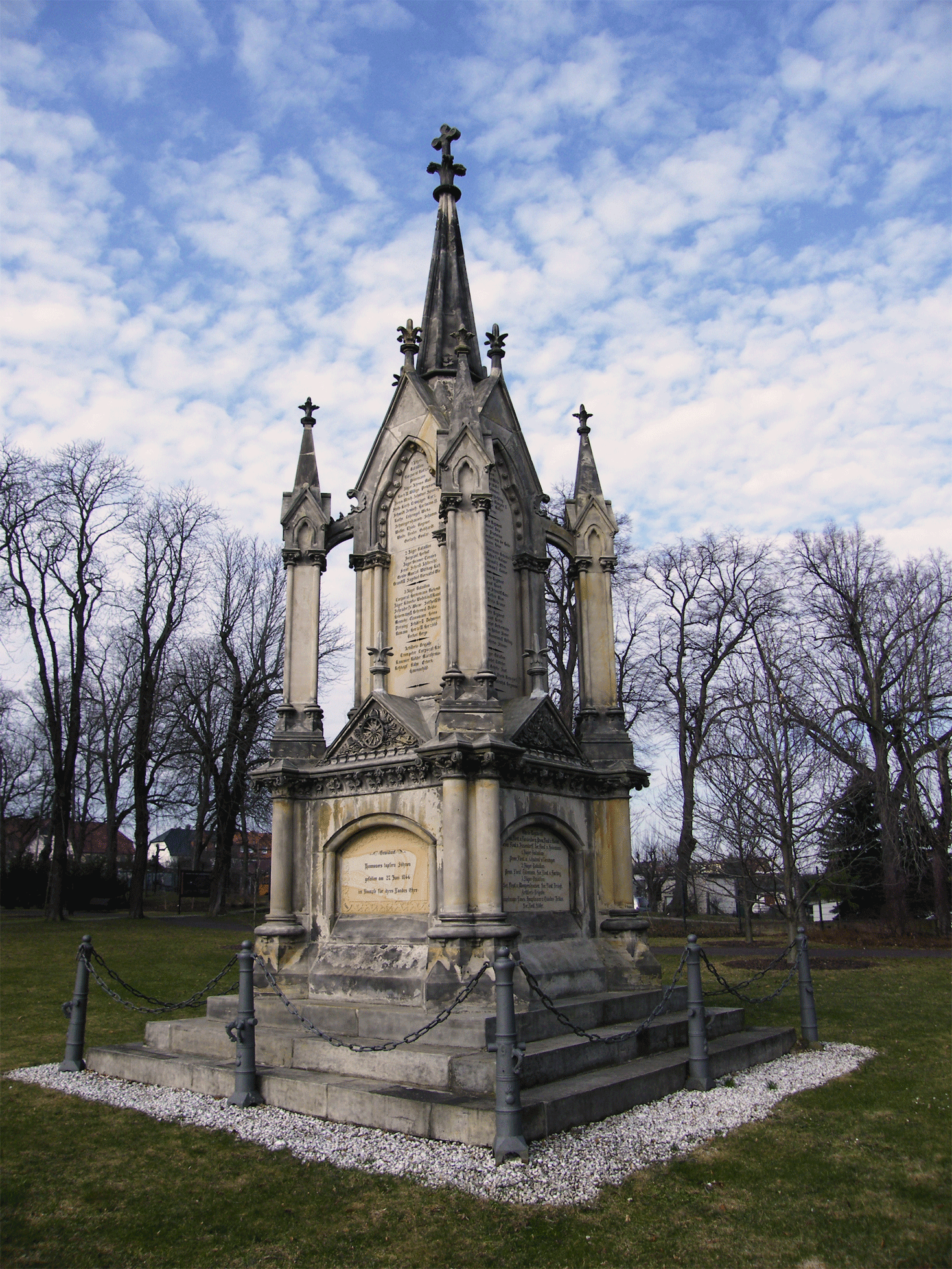
Das 12 m hohe Kriegerdenkmal zwischen Kanonenrohren

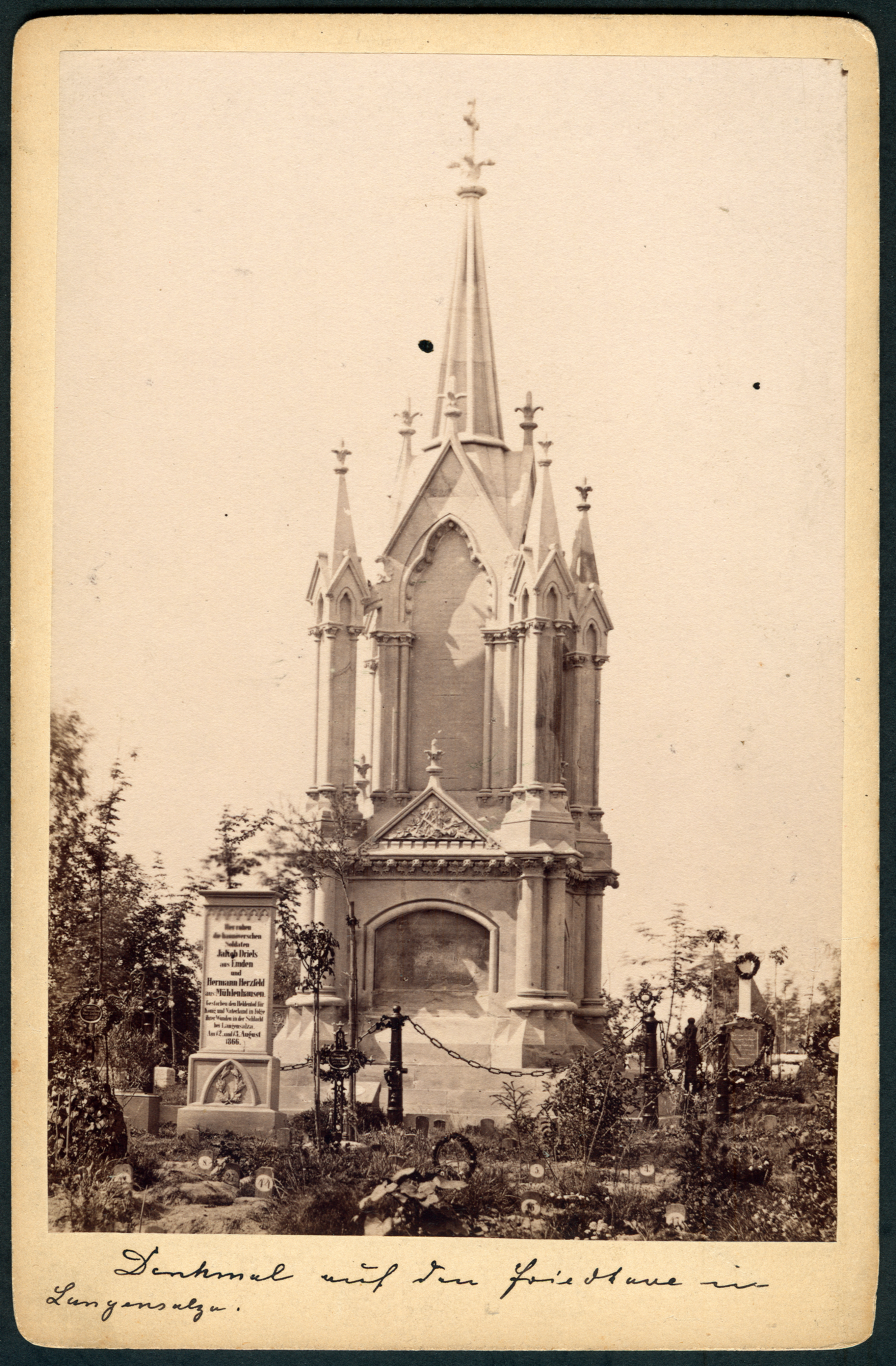
Das Denkmal im 19. Jahrhundert, kurz nach einer Gedenkveranstaltung;
Foto im Kabinettformat von Christian Bregazzi

Das Langensalza-Denkmal in Bad Langensalza ist ein Denkmal zur Erinnerung an die in der Schlacht bei Langensalza am 27. Juni 1866 gefallenen Soldaten des Königreichs Hannover.

## Geschichte und Baubeschreibung
Nach der Schlacht wurde nach einem Entwurf des Architekten Georg Hägemann eine Architekturzeichnung von „Hägemann u. Meyer“ gefertigt, die dann durch die Druckerei J. C. König & Ebhardt in Hannover vervielfältigt wurde als 50 × 31,7 cm großes Schmuckblatt mit einer Farblithografie in zwei Brauntönen. Unter der Titelzeile Langensalza Denkmal für die gefallenen Hannoveraner findet sich der Text:

„Wird errichtet auf dem Kirchhofe zu Langensalza ca. 36 Fuß hoch v. Elzer-Sandstein. Die Namen sämtlicher im Kampfe, auch in Folge desselben gebliebenen Hannoveraner, nach den Regimentern geordnet, werden d. Seitenflächen enthalten.“

Das Blatt zeigt innerhalb eines Zierrahmens einen neugotischen spitzen Turm mit Wimpergen und Filialen in einer Landschaft. Es diente zu Werbezwecken, um Spenden für den Bau des Kriegerdenkmals einzusammeln. So konnte das Bauwerk schließlich für 2500 Thaler errichtet werden und wurde nach der Enthüllung am 27. Juni 1868 der Stadt Langensalza übergeben. Die Rede zur Einweihung hatte der ehemalige Feldpropst Karl Reinecke gehalten.
Das Schmuckblatt von Hägemann und Meyer wurde Teil der Sammlung des Vaterländischen Museums in Hannover (heute: Historisches Museum Hannover). Das 12 m hoch errichtete Denkmal wurde – abweichend von der Zeichnung auf dem Werbeblatt – mit einer dicken Eisenkette zwischen senkrecht aufgestellten Kanonenrohren eingefriedet.